# Emma Coburn
Emma Jane Coburn (Boulder, 19 oktober 1990) is een Amerikaanse atlete, die gespecialiseerd is in de 3000 m steeple. In 2017 werd zij wereldkampioene in deze discipline, de eerste Amerikaanse die dit presteerde op een WK, en verbeterde daarbij haar eigen Amerikaanse record. Tweemaal nam zij deel aan de Olympische Spelen, waarbij zij eenmaal een medaille veroverde. Opnieuw was zij hiermee de eerste Amerikaanse op dit onderdeel.

## Biografie

### Eerste successen als scholiere
De sportieve aanleg van Coburn kwam al tijdens haar highschool-periode aan het licht. Op zestien- en zeventienjarige leeftijd leverde zij goede prestaties bij het veldlopen en op verschillende middellange afstanden. In 2008 werd zij tweede op de 2000 m steeple tijdens de Amerikaanse jeugdkampioenschappen. Haar tijd van 6.42 bij die gelegenheid was de vijfde snelste in de highschool historie. Daarnaast was zij in haar High schooltijd ook actief in het basketbal en volleybal. 

### Eerste titels
Tijdens haar studie marketing aan de universiteit van Colorado zette Coburn haar atletiekactiviteiten voort. Reeds in 2010, haar eerste universitaire jaar, veroverde zij onder meer zilver op de 3000 m steeple tijdens de NCAA-kampioenschappen, een jaar later gevolgd door haar eerste NCAA-titel. Twee weken later werd zij ook voor de eerste maal Amerikaans kampioene op de 3000 m steeple. Het leverde haar uitzending op naar de wereldkampioenschappen in Daegu. Hier finishte zij in de finale aanvankelijk als elfde, maar na de diskwalificatie van de winnares, de Russische Joelia Zaripova en de als zesde geëindigde Turkse Binnaz Uslu, werd de prestatie van de Amerikaanse later opgewaardeerd naar de negende plaats.

### Olympisch debuut
Coburn kwalificeerde zich in 2012 voor de Olympische Spelen in Londen door op de Amerikaanse olympic trials overtuigend in 9.32,78 haar tweede nationale titel op de 3000 m steeple te veroveren. Met haar 21 jaar was zij de jongste hardloopster van de Amerikaanse delegatie. Bij haar olympisch debuut in Londen slaagde zij er vervolgens in om de finale te bereiken, waarin zij in een PR-tijd van 9.23,54 aanvankelijk als negende finishte. Jaren later schoof zij in de einduitslag alsnog op naar de achtste plaats door de diskwalificatie wegens een doping-overtreding van de aanvankelijke winnares Joelia Zaripova. 

### NCAA-titels
In 2013 concentreerde Coburn zich op de NCAA-kampioenschappen. In de aanloop naar de indoorkampioenschappen liep zij tijdens de Millrose Games in New York de Engelse mijl in 4.29,86, waarmee zij de eerste Amerikaanse werd die op deze afstand binnen de 4.30 bleef. Vervolgens werd zij NCAA-indoorkampioene in opnieuw een sub 4.30-tijd: 4.29,91. Met beide prestaties plaatste zij zich op de wereldranglijst aller tijden op zesde en zevende plaats.
Buiten liet zij in de aanloop naar de NCAA-kampioenschappen op de baan 9.28,26 noteren op de 3000 m steeple en liep zij op haar tweede 1500 m ooit een sterk pr van 4.06,87. Hierna veroverde zij op de steeple haar tweede NCAA-titel in 9.35,38.

### Nationaal record en vijfde op WK
Naast het behalen van haar derde nationale titel op de 3000 m steeple focuste Coburn zich in 2014 op de IAAF Diamond League-serie. Ze nam deel aan vijf wedstrijden in deze serie en slaagde erin om in alle vijf op het podium terecht te komen, eenmaal als winnares en tweemaal als tweede en als derde. In vier van deze vijf wedstrijden eindigde zij binnen de 9.20, waarbij haar in de Sainsbury's Glasgow Grand Prix achter winnares Hiwot Ayalew gelopen 9.11,42 een verbetering betekende van het Noord- en Midden-Amerikaanse record van Jennifer Simpson.
Een jaar later kwalificeerde Coburn zich met een tijd van 4.05,10 op de 1500 m, gelopen tijdens de Prefontaine Classic, voor de Olympische Spelen in Rio de Janeiro, maar veroverde zij op haar favoriete afstand haar vierde nationale titel, waarmee zij zich verzekerde van deelname aan de WK in Peking. Hier wist zij een vijfde plaats te behalen.

### Olympisch brons in Rio
In het olympische jaar 2016 bleek Coburn al vroeg in vorm. Na een 1500 m in 4.06,92 liep zij kort daarna tijdens de Prefontaine Classic een 3000 m steeple in 9.10,76, waarmee zij eigen Noord- en Midden-Amerikaanse record verbeterde. Na haar vijfde nationale titel te hebben binnengehaald werd zij uitgezonden naar de Spelen in Rio de Janeiro, waar zij erin slaagde om achter Ruth Jebet uit Bahrein (goud in 8.59,75) en de Keniaanse Hyvin Jepkemoi (zilver in 9.07,12) brons te veroveren in 9.07,63, waarmee zij haar eigen continentale record opnieuw verbeterde. Met deze prestatie werd zij tevens de eerste Amerikaanse die op de 3000 m steeple een olympische medaille behaalde. 

## Titels
- Amerikaans kampioene 3000 m steeple - 2011, 2012, 2014, 2015, 2016, 2017, 2018, 2019
- Wereldkampioene 3000 m steeple - 2017
- NCAA-kampioene 3000 m steeple - 2011, 2013
- NCAA-indoorkampioene 1 Eng. mijl - 2013

## Persoonlijke records
Baan
| Onderdeel      | Tijd    | Datum             | Plaats     |
| -------------- | ------- | ----------------- | ---------- |
| 1500 m         | 4.04,40 | 10 augustus 2019  | Memphis    |
| 1 Eng. mijl    | 4.31,08 | 5 september 2018  | Bay Shore  |
| 3000 m         | 8.48,60 | 20 augustus 2017  | Birmingham |
| 2000 m steeple | 6.44,42 | 19 juni 2008      | Greensboro |
| 3000 m steeple | 9.02,35 | 30 september 2019 | Doha       |

Weg
| Onderdeel   | Tijd   | Datum            | Plaats   |
| ----------- | ------ | ---------------- | -------- |
| 1 Eng. mijl | 4.20,3 | 9 september 2018 | New York |

Indoor
| Onderdeel   | Tijd    | Datum            | Plaats   |
| ----------- | ------- | ---------------- | -------- |
| 1500 m      | 4.12,31 | 16 februari 2013 | New York |
| 1 Eng. mijl | 4.29,86 | 16 februari 2013 | New York |
| 2000 m      | 5.41,11 | 7 februari 2015  | Boston   |
| 3000 m      | 8.41,16 | 3 februari 2018  | New York |

## Palmares

### 1 Eng. mijl
- 2013:  NCAA-indoorkamp. - 4.29,91
- 2016: 9e Fifth Avenue Mile - 4.23,8

### 3000 m
- 2018:  Amerikaanse kamp. - 9.01,85

### 3000 m steeple
- 2011:  NCAA-kamp. - 9.41,14
- 2011:  Amerikaanse kamp. - 9.44,11
- 2011: 9e WK in Daegu - 9.51,40 (na DQ van Joelia Zaripova en Binnaz Uslu)
- 2012:  Amerikaanse kamp. - 9.32,78
- 2012: 8e OS in Londen - 9.23,54 (na DQ van Joelia Zaripova)
- 2013:  NCAA-kamp. - 9.35,38
- 2014:  Amerikaanse kamp. - 9.19,72
- 2015:  Amerikaanse kamp. - 9.15,59
- 2015: 5e WK in Peking - 9.21,78
- 2016:  Amerikaanse kamp. - 9.17,48
- 2016:  OS in Rio de Janeiro - 9.07,63 (AR)
- 2017:  Amerikaanse kamp. - 9.20,28
- 2017:  WK in Londen - 9.02,58
- 2018:  Amerikaanse kamp. - 9.17,70
- 2019:  Amerikaanse kamp. - 9.25,63
- 2019:  WK in Doha - 9.02,35

Diamond League podiumplaatsen
- 2014:  Shanghai Golden Grand Prix - 9.19,80
- 2014:  Prefontaine Classic - 9.17,84
- 2014:  Meeting Areva - 9.14,12
- 2014:  Sainsbury's Glasgow Grand Prix - 9.11,42 (AR)
- 2014:  DN Galan - 9.20,31
- 2014:   Diamond League - 10 p
- 2015:  Athletissima - 9.20,67
- 2016:  Prefontaine Classic - 9.10,76 (AR)
- 2016:  Meeting de Paris - 9.10,19
- 2016:  Weltklasse Zürich - 9.17,42
- 2018:  Bislett Games - 9.09,70
- 2019:  Prefontaine Classic - 9.04,90

### Veldlopen
- 2023: 5e WK gemengde estafette - 24.21